# Procanthia nivea
Procanthia nivea is een vlinder uit de familie uilen (Noctuidae). De wetenschappelijke naam van deze soort is voor het eerst geldig gepubliceerd in 1910 door Rothschild.
De soort komt voor in tropisch Afrika.